# Lodbrokia hirta
Lodbrokia hirta är en stekelart som beskrevs av Karl-Johan Hedqvist 1962. Lodbrokia hirta ingår i släktet Lodbrokia och familjen bracksteklar. Arten är reproducerande i Sverige. Inga underarter finns listade i Catalogue of Life.